# Етагун
Етагун — газовое месторождение Мьянмы, расположенное на шельфе Андаманского моря. Открыто в 1991 году. Его общие запасы составляют 0,5 трлн м³.
Оператором месторождения является малайзийская Petronas. Добыча газа 2006 году составила 4 млрд м³.